# بيدرو غارسيا (لاعب كرة قدم)
بيدرو غارسيا (بالإسبانية: Pedro García Betanzos)‏ هو لاعب كرة قدم مكسيكي، ولد في 2 أبريل 1991. لعب مع نادي أمريكا.